# Piriqueta viscosa
Piriqueta viscosa là một loài thực vật có hoa trong họ Lạc tiên. Loài này được Griseb. miêu tả khoa học đầu tiên năm 1866.